# Platense Fútbol Club
Platense Fútbol Club é um clube de futebol de Honduras, que atualmente compete na Liga Nacional de Fútbol de Honduras.

## Títulos
- Campeonato Hondurenho de Futebol (2):

1965/66, Clausura 2001
- Liga Nacional de Ascenso de Honduras (1):

1982
- Copa de Honduras (2):

1996, 1997

## Lista de treinadores
- Jaime Hormazábal
- Carlos "Zorro" Padilla (1965–67), (the coach when the team won its first championship)
- Roberto Scalessi (1977)
- Alberto Romero (1996)
- Ariel Sena (1996–97)
- Carlos "Zorro" Padilla (1998–99)
- Chelato Uclés (1999–01)
- Alberto Romero (2001–03), (the coach when the team won its second championship)
- Flavio Ortega (2005)
- Roque Alfaro (2006)
- Héctor Vargas (2006–07)
- Alberto Romero (2007)
- Roque Alfaro (2007–08)[2]
- Nahúm Espinoza (2008–09)[3]
- Rubén Guifarro (Fev 2009–Mai 09)[4]
- Héctor Vargas (2009–11)[5]
- Jairo Ríos (2011)[6]
- Carlos de Toro (2011)[7]
- Roque Alfaro (2011–12)[8]
- Alberto Romero (2012)[9]
- Hernán García (2012–13)[10]
- Germando Adinolfi (2013–1?)[11]
- Guillermo Bernárdez (2013–14)
- Carlos Martínez (2014–15)